# Insectifuge
Insectifuge se dit d'une plante (ex Tanaisie) ou d'un produit ou une substance qui repousse les insectes (moustiques, mouches, poux, puces, punaises, etc.) chez l'Homme ou l'animal de compagnie ou d'élevage. 

On parle aussi de répulsif pour ces produits qui - par extension - désignent aussi des molécules ou produits commerciaux repoussant des acariens tels que les tiques ou araignées.
Ils existent en préparation traditionnelles dans la plupart des régions tropicales, ou sont ailleurs préparés et vendus sous forme de gels, crèmes, huiles ou plus souvent d'aérosols, parfois en association avec un synergisant (qui peut en augmenter la toxicité).
Certains insectifuges peuvent être toxiques ou provoquer des allergies.
Ils sont surtout utilisés en zone tropicale.

## Sur le marché
Les produits à base de DEET sont les plus vendus, mais le 1er août 2001 une évaluation canadienne faisait état de 16 insectifuges corporels homologués ne contenant pas de DEET, dont douze contenaient au moins une huile essentielle (citronnelle, citronellal, huile de lavande ou mélanges d’huiles essentielles naturelles et synthétiques). 
Mi-2001, il existait aussi quatre insectifuges corporels homologués en 2000 au Canada contenant de l’huile de soya comme matière active, mais aucun n’était commercialisé.

Le p-menthane-3,8-diol (extrait de feuilles d’eucalyptus ayant un parfum de citronnelle) la pipéridine semblent également prometteurs comme matières insectifuges contre les moustiques et simulies (déjà vendus dans certains pays en 2001).

## Espèces concernées
Noms d'espèces ou de groupe d'invertébrés considérés comme acceptables (au Canada et dans certains pays francophones) pour libeller les étiquettes de répulsifs insectifuges (2000) :
- moustique, maringouin ;
- cousin, thrip ;
- mouches noires, simulie ;
- brûlot ;
- phlébotome, mouche des sables ;
- frelon ;
- taon, mouches à chevreuil, Chrysops ;
- mouche piquante des étables ;
- mouche piquante ;
- mouche ;
- puce ;
- aoûtat, rouget, chique, mite ;
- tique, tique américaine du chien, tique sanguine, tique brune du chien.

Les insectes piqueurs en général sont désignés par l'expression anglaise « Biting Insects »

## Savoirs et savoir-faire traditionnels
Dans tous les pays, mais surtout en zone tropicale et équatoriale où les parasites hématophages abondent, des préparations destinées à éloigner des organismes ectoparasites ou piqueurs existent, que les ethnobotanistes et d'autres chercheurs essayent de lister et étudier.
Par exemple, en République démocratique populaire lao, les humains vivent dans des régions où le paludisme, la dengue, l'encéphalite japonaise  sont endémiques), des méthodes efficaces de lutte contre les vecteurs combinent des moyens modernes (pesticides chimiques et "repellents") et traditionnels. Des chercheurs y ont documenté les connaissances traditionnelles sur les plantes utilisées pour repousser ou tuer les arthropodes hématophages (dont moustiques, punaises, poux, acariens et tiques, larves de mouches et sangsues) par des entretiens structurés réalisés dans 66 villages correspondant à 17 groupes ethniques, couvrant un éventail varié des cultures du pays. Ceci a permis de lister 92 espèces de plantes présentées comme répulsifs traditionnels (ou pesticides) avec 123 différentes combinaisons plantes-ectoparasite. Le nombre et les espèces de plantes, et les taxons animaux qu'elles repoussent (ou tuent) change selon les régions, village, et le groupe ethnique. L'utilisation traditionnelle a été confirmée par la littérature scientifique pour 74 des espèces de plantes citées. 13 autres espèces étaient étroitement apparentées à d'autres espèces citées par la littérature. D'autres études ont porté sur les répulsifs contre les moustiques, par exemple en Tanzanie.
Des régions plus froides où les moustiques hématophages ou des mouches telles que Pulex irritans (Siphonaptera: Pulicidae) ou hémiptère tel que Cimex lectularius (Hemiptera: Cimicidae) sont fréquents disposent aussi de répulsifs traditionnels, pour l'homme ou ses animaux domestiques, dont la tanaisie. Des chercheurs y étudient encore les savoirs traditionnels, par exemple en Estonie